# Allichamps
Allichamps är en kommun i departementet Haute-Marne i regionen Grand Est (tidigare regionen Champagne-Ardenne) i nordöstra Frankrike. Kommunen ligger i kantonen Wassy som tillhör arrondissementet Saint-Dizier. År 2022 hade Allichamps 362 invånare.

## Befolkningsutveckling
Antalet invånare i kommunen Allichamps
| Referens: INSEE |